# Parakeelya balonensis
Parakeelya balonensis är en källörtsväxtart som först beskrevs av John Lindley, och fick sitt nu gällande namn av M.A. Hershkovitz. Parakeelya balonensis ingår i släktet Parakeelya och familjen källörtsväxter. Inga underarter finns listade i Catalogue of Life.